# Carl Wilhelm von Bornstedt
Carl Wilhelm von Bornstedt (geb. 1723 in Neumark; gest. um 1780) war ein preußischer Offizier und Landrat.

## Leben und Herkunft
Carl Wilhelm von Bornstedt war der Sohn von Hans Joachim von Bornstedt (1679–1752), Erbherr auf Dolgen, kursächsischer Hauptmann und Landrat des Kreises Friedeberg Nm. Seine Mutter war Maria Elisabeth (1699–1734), geb. von Ihlow. Carl Wilhelm trat zunächst um 1735 in das Preußische Heer ein und diente dort bis 1752, zuletzt als Leutnant, im Dragoner-Regiment Nr. 1. Später wechselte er in das kursächsische Militär, wo er Capitain und Chef einer Kompanie wurde. Nach seinem Abschied vom Militär wurde er 1765 interimistischer Nachfolger von Christian von der Marwitz als Landrat im Kreis Friedeberg Nm. Nach seiner Absetzung und Arretierung im März 1770 übernahm Wilhelm Ludwig von Sydow die Amtsgeschäfte als Landrat.

## Familie
Carl Wilhelm von Bornstedt hatte einen jüngeren Bruder, Johann Friedrich von Bornstedt (* 1719), als Major 1759 demissioniert und einen älteren Bruder Joachim Ernst Sigismund (1725–1805), im Juni 1789 als Obrist genannt und 1790 pensioniert.
Im November 1753 heiratete er Friederike Sigismunde, geb. von Ferber, die zu diesem Zeitpunkt 14 Jahre alt war. Die Ehe wurde 1754 angefochten, da sie ohne die Zustimmung des neumärkischen Pupillenkollegiums zustande gekommen war.
Ein Sohn aus der zweiten Ehe mit Elisabeth, geb. Hoffmann (* 1735) war Carl Friedrich von Bornstedt (1766–1836).